# Одна опасная ночь
«Одна опасная ночь» (англ. One Dangerous Night), также известный как «Одинокий волк отправляется на вечеринку» (англ. The Lone Wolf Goes to a Party) — детективный фильм с элементами комедии режиссёра Майкла Гордона, который вышел на экраны в 1943 году.
Это десятый фильм киноцикла о детективе по прозвищу Одинокий волк, который выпустила компания Columbia Pictures. В этом фильме Уоррен Уильям сыграл Майкла Лэнъярда, он же Одинокий волк, в седьмой и предпоследний раз в своей карьере.
Фильм рассказывает об убийстве шантажиста из высшего общества Гарри Купера (Джеральд Мор), в котором полиция подозревает Одинокого волка. Вместе со своим слугой (Эрик Блор) Майкл начинает собственное расследование этого преступления, выясняя, что Купер шантажировал трёх видных дам из общества (их играют Маргерит Чапман, Мона Барри и Тала Байрелл), а его в свою очередь пытался ограбить с помощью бандитов собственный дворецкий (Луис Джин Хейдт). Когда Майкл выходит на таинственную незнакомку (Маргарет Хейз), с которой Купер пытался уехать из города, он наконец понимает мотивы убийства и разоблачает преступника.
Современные критики в целом положительно оценивают картину, отмечая сложный и увлекательный сюжет, юмор, а также хорошую игру Уоррена, Эрика Блора и целой группы актрис фильмов категории В.

## Сюжет
Тёмным вечером в Нью-Йорке молодая, элегантно одетая женщина Ева Эндрюс (Маргерит Чапман) едет за рулём открытого автомобиля, на пустынном шоссе у автомобиля спускается колесо. Некоторое время спустя мимо неё проезжают известный в прошлом похититель драгоценностей Майкл Лэнъярд (Уоррен Уильям), известный как Одинокий волк, вместе со своим слугой Джеймисоном (Эрик Блор). Заметив Еву, Майкл предлагает её подвезти. Тем временем в своём доме Гарри Купер (Джеральд Мор) поручает своему слуге Артуру (Луис Джин Хейдт) собрать и отвезти в аэропорт его чемодан. Вскоре к дому Купера подъезжает Майкл, и Артур провожает Еву в гостиную. Выехав после этого в аэропорт, Артур по дороге останавливается, чтобы переговорить с двумя подозрительными типами — Мэком (Эдди Марр) и Херцогом (Фрэнк Салли), вместе с которыми планирует похитить драгоценности из дома Купера. Артур рассказывает, что Купер в своё время тайно владел сетью нелегальных игровых точек в городе, которые посещали важные люди из общества, и Купер знает многие их тайны, и теперь их шантажирует. Артур говорит, что драгоценности, полученные с помощью шантажа, хранятся Купером в сейфе. Артур передаёт бандитам код от него.
Когда Майкл и Джеймисон продолжают свой путь, слуга показывает сумочку, инкрустированную сапфиром и бриллиантами, которую он украл у Евы. Майкл немедленно разворачивает машину, чтобы вернуть сумочку. Вслед за Евой в доме Купера появляется Соня Боденни (Тала Байрелл), которая предсказывает Куперу, что когда-нибудь кто-то перережет ему горло. Несколько минут спустя приезжает Джейн Меррик (Мона Барри). Встретившись в гостиной, три женщины понимают, что все они являются объектами шантажа со стороны Купера. Тот в свою очередь заявляет, что вечером уезжает, и потому срочно пригласил их к себе, чтобы получить от них ценные подарки. От Евы он требует бриллиантовый браслет, от Сони — крупный бриллиант, а от Джейн — бриллиантовое кольцо с изумрудами. Джейн говорит, что она только что с успехом начала играть в пьесе, и скандал, где она выставит себя дурой, приведёт к её увольнению. Все женщины просят, чтобы это было в последний раз, но Купер отвечает, что они будут платить столько, сколько ему потребуется. В этот момент раздаётся телефонный звонок, и Купер уходит для разговора в свой кабинет, где подтверждает своей «дорогой», что встретится с ней в аэропорту.
Оставшись наедине, три женщины говорят о своей ненависти к Куперу и желании убить его. Соня и Джейн решают не дожидаться его и уйти, однако Ева их останавливает, заявляя, что сегодня на вечеринке её жених должен объявить об их помолвке, и если Купер устроит скандал, то это разрушит всю её жизнь. Соня в свою очередь рассказывает, что её брак с доктором Боденни далеко не идеален, но если муж узнает, что она замешана в подобном деле, то она потеряет больше других. Джейн предлагает дать Куперу отпор и посмотреть на его реакцию. Пока женщины в волнении ожидают его, Купер в своём кабинете достаёт из сейфа драгоценности и складывает их в мешочек. Неожиданно в доме гаснет свет. Женщины забегают в кабинет Купера. Когда Ева включает свет, женщины видят лежащего на полу Купера.
Вернувшись к дому Купера, Майкл и Джеймисон заходят внутрь и видят тело Купера на полу. За их появлением у дома из кустов наблюдают Мэк и Херцог. Убедившись, что Купер мёртв, Майкл устанавливает, что это случилось 5-6 минут назад. Он находит на диване надушенный дамский платок, который забирает себе, а также осматривает содержимое рабочего стола Купера. Тем временем патрульный полицейский на мотоцикле, заметив во дворе дома неправильно припаркованную машину Майкла, заходит в дом, и, пройдя в гостиную, видит тело Купера, который застрелен прямо в сердце. Полицейский достаёт оружие и задерживает Майкла и Джеймисона. Он звонит в полицейский участок, вызывая на место преступления инспектора Крейна (Тёрстон Холл) и детектива Диккенса (Фред Келси). Выяснив у полицейского, что в доме были только Майк и Джеймисон, прибывший инспектор Крейн, который хорошо знает Майкла, требует от него объяснений. Начиная свой рассказ, Майкл незаметно протыкает зажжённой сигаретой коробку с фейерверками, ракеты фейерверка загораются и разлетаются по комнате. Воспользовавшись неразберихой, Майкл и Джеймисон выбегают из дома и уезжают на своей машине. По дороге Майкл говорит слуге, что единственным способом для них избежать обвинения в убийстве — это самим раскрыть дело.
Вскоре они подъезжают к машине Евы, брошенной на обочине, и устанавливают по штампу на капоте имя и адрес владелицы. Майкл предлагает ехать по адресу, но по словам Джеймисона, она вряд ли дома, так как, согласно колонке светских новостей, которую ведёт газетный репортёр Сидни Шеннон (Уоррен Эш), сегодня вечером в ресторане гостиницы на Парк-авеню будет объявлено о её помолвке с джентльменом из общества Джоном Шелдоном II (Роджер Кларк). Майкл предлагает немедленно оправиться на это мероприятие. Когда они снова садятся в машину, Джеймисон показывает Майклу мешочек с драгоценностями, который был у Купера, говоря, что нашёл его в библиотеке около трупа. Майкл говорит, что теперь у полиции появился и мотив, чтобы обвинить их в убийстве. Майкл и Джеймисон входят в гостиницу «Парк Авеню», замечая, что за ними следят двое подозрительных.
На балу во время танца Джон Шелдон чувствует, что Ева чем-то очень озабочена. Когда они направляются выпить, Майкл подходит к ним, возвращая Еве её сумочку, после чего она знакомит Майкла со своим женихом, при этом Майкл представляется как Фрэнк Нортон. Отправив Джонни за напитками, Ева благодарит Майкла и хочет уйти, однако он останавливает её, чтобы расспросить о её визите к Куперу, которого, как он сообщает, убили через несколько минут после его отъезда. Ева рассказывает, что не знает, кто убил Купера, который был в другой комнате, когда погас свет, раздался выстрел, и «мы увидели лежащего Купера». Услышав слово «мы», Майкл спрашивает, кто там был ещё, но Ева не отвечает и уходит. Она подходит к телефону, и Майкл даёт знак Джеймисону, чтобы тот проследил, куда она звонит. В этот момент на вечеринке появляется популярный светский репортёр Сидни Шеннон, приветствуя Джонни. Затем он подходит к Майклу, сообщая ему, что только что по телетайпу прошла информация о том, что он сбежал от полиции, которая арестовала его по подозрению в убийстве Гарри Купера. Когда Сидни говорит, что мог бы прямо сейчас сдать его полиции и опубликовать об этом сенсационный материал, Майкл предлагает ему поработать вместе, чтобы в конце концов сделать по-настоящему большой скандальный материал, в котором будут фигурировать очень влиятельные люди.
Джеймисон сообщает Майклу номер телефона, по которому звонила Ева, и Майкл немедленно звонит туда, выясняя, что это ночной клуб для туристов «Балалайка». Майкл, Сидни и Джеймисон приезжают в «Балалайку», рассчитывая на месте выяснить, с кем связывалась Ева. У гардеробщицы Майкл узнаёт, что Ева звонила жене доктора Боденни (Грегори Гэй), известного светского врача и дамского угодника. Майкл поручает Джеймисону сделать вид, что ему вдруг стало плохо. Джеймисон вскакивает из-за столика и начинает кричать и корчиться от боли, метрдотель просит доктора Боденни посмотреть его. Когда Соня остаётся за столиком одна, Майкл подсаживается к ней, показывая платок с инициалами «СБ», который он нашёл в библиотеке Купера. Соня отрицает своё знакомство и с Евой и с Купером, а затем просит охрану вывести Майкла из-за своего столика. В этот момент к ним подходит подходит молодая привлекательная дама Вивиен (Энн Сэвидж), которая извиняется за то, что попросила Майка поговорить с Соней, после чего быстро уводит Майкла от скандала. Когда они отходят в сторону, становится ясно, что Майкл давно знаком с Вивиен, которая ранее уже выручала его из подобных рискованных ситуаций, в частности, в Монте-Карло. Вивиен просит, чтобы Майкл проводил её до машины. За углом ресторана Майкла встречает человек с пистолетом, и все трое садятся в машину. Тем временем, осмотрев Джеймисона, доктор Боденни сразу же разоблачает его обман, после чего обвиняет Сидни в том, что тот таким образом пытался состряпать очередную историю. Сидни же отвечает, что ужин с собственной женой для Боденни — это сама по себе новость для первой страницы, далее заявляя, что не устраивает скандалы, а только печатает сплетни.
Мэк и Херцог связывают Майкла в своём логове в гостиничном номере и в присутствии Вивиен обыскивают его карманы. Ничего не обнаружив, бандиты говорят, что когда они зашли в дом Купера, то увидели, что тот убит. Их не интересует, кто его убил, но они хотят получить драгоценности. Решив, что Майкл спрятал их где-то в доме Купера, Мэк и Херцог уезжают на их поиски. Когда Вивиен выходит на кухню, Майкл сбивает с телефона трубку и вызывает гостиничного детектива. Зайдя в номер, детектив замечает лежащий на стуле пистолет. Майкл первым берёт пистолет, и, угрожая им детективу и Вивиен, уходит, запирая их в комнате. Майкл возвращается в клуб «Балалайка», где его ждут Джеймисон и Сидни, и оттуда звонит инспектору Крейну, заявляя, что направляется в дом Купера. Джеймисону и Сидни он объясняет, что послал детективов, чтобы они арестовали там двух бандитов. После того, как в доме никого не останется, Майкл предлагает пойти туда и получить новую наводку. Затем Майкл тихо говорит Джеймисону, чтобы тот положил драгоценности туда, где он их нашёл, и чтобы Сидни не заметил этого. В доме Купера детективы замечают Мэка и Херцога, и когда те убегают, начинают их преследовать. Когда все покидают дом, Майкл, Сидни и Джеймисон спокойно заходят в библиотеку. Пока Майкл отвлекает внимание Сидни, Джеймисон делает вид, что нашёл мешочек с драгоценностями. В этот момент звонит телефон, и Майкл снимает трубку. Решив, что это Купер, слуга Артур докладывает ему, что его самолёт вылетает через час, и что его подруга только что отправлена в аэропорт. Когда Артур понимает, что говорит не с Купером, Майкл кладёт трубку.
Майкл в компании Сидни и Джеймисона быстро направляется в аэропорт, где замечает красивую молодую девушку (Маргарет Хейз). Прочитав у киоска газетный заголовок о смерти Купера, девушка быстро разворачивается и уходит из аэропорта, после чего Майкл просит Джеймисона проследить за ней. Сидни и Майкл едут из аэропорта, где Майк видит статью, что популярная звезда мюзикла Джейн Меррик играет сегодня в спектакле «Убийство выйдет наружу». Приехав домой, Майкл рассказывает Сидни, что Джеймисон следит за красивой молодой женщиной, которая решила не садиться на самолёт, когда увидела в газете заголовок о смерти Гарри Купера. Как говорит Сидни, получается, что подруга Купера не знала об убийстве, значит, вероятно, не имеет к нему отношения. Звонит Джеймисон, сообщая, что девушка только что заселилась в номер люкс в гостинице «Камберленд». Проникнув в гостиницу, Майкл, Сидни и Джеймисон подходят к номеру таинственной девушки, замечая, как туда заходит Артур. Открыв дверь, он называет её «мисс Патриция» и требует у неё ожерелье, угрожая ей шантажом. В этот момент, не совладав с нервами, в номер врывается Сидни, которого Артур бьёт по лицу, а затем пытается бежать. Когда Джеймисон и Сидни бросаются преследовать Артура, Майкл пытается выяснить у Патриции, кто мог убить Гарри Купера. Она отвечает, что Купера ненавидели многие, но только не она. В этот момент в квартиру с улицы кто-то дважды стреляет, раня Патрицию в руку. Майкл укладывает её на диван и вызывает гостиничного врача. На столе он замечает визитную карточку, которую кладёт себе в карман, после чего уходит из номера. Встретив Джеймисона, а затем и появившегося вскоре Сидни, он выясняет, что они не видели стрелявшего. Майкл заявляет, что собирается ещё раз поговорить с Евой Эндрюс, а затем и с другими женщинами.
Майкл просит Сидни и Джеймисона подождать его в холле гостиницы «Парк Авеню», передавая Джеймисону пистолет, чтобы Сидни «особенно не дёргался и не пытался связаться с полицией». На приёме в гостинице Майкл замечает Артура, который говорит Джону Шелдону, что его невеста вместе с Соней Боденни собирается на встречу с Джейн Меррик в Королевском театре, поскольку все они друзья мистера Купера, и им есть о чём поговорить. Заметив Майкла, Артур толкает на него официанта и убегает. Выяснив у Джона, что Артур является слугой Купера, Майкл задаётся вопросом, почему Ева и Соня поехали в театр встречаться с Джейн. Поручив Джеймисону держать Сидни под контролем, Майкл направляется в Королевский театр, чтобы поговорить с Джейн Меррик. Когда Джеймисон уводит Сидни обратно в гостиницу, тот незаметно передаёт швейцару записку, в которой написано: «Позвоните в полицию инспектору Крейну и сообщите ему, что Одинокий волк находится за кулисами в Королевском театре».
В театре Джейн встречается с Евой и Соней, которая сообщает, что кто-то сегодня видел их вместе в доме Купера. В гримёрке женщин подстерегает Артур, который, угрожая оружием, требует, чтобы они отдали ему драгоценности, которые требовал с них Купер, угрожая в противном случае рассказать, что они были в доме Купера в момент убийства. В этот момент сзади подходит Майкл, а вскоре и инспектор Крейн с детективом Диккенсом и полицейским, который забирает оружие Артура. Когда инспектор выстраивает всех для допроса, Джеймисон также приезжает вместе с Сидни. Майкл говорит инспектору, что в доме Купера тот задержал сообщников Артура, которые планировали ограбить Купера, а Артур в свою очередь только что пытался шантажировать этих трёх леди. Вскоре в гримёрку заходят доктор Боденни и Джонни. Далее Майкл рассказывает, что Купер был уже мёртв, когда он зашёл в его библиотеку, но эти три леди были там в момент убийства. Хотя все три женщины признаются, что Купер их шантажировал и что они ненавидели его, тем не менее, клянутся, что они его не убивали. Ева рассказывает, что когда погас свет, они были в гостиной, и лишь услышав выстрелы, зашли в библиотеку. Джейн заявляет, что для неё главное артистическая карьера, и небольшой роман с доктором Боденни для неё не стоит того, чтобы ради него пойти на убийство. Обращаясь к присутствующим, Майкл говорит, что кто-то из них убил Купера. В этот момент Джеймисон достаёт из ящика бутафорский автомат, который стреляет фейерверками, и открывает огонь, распугивая всех. Воспользовавшись ситуацией, Артур расталкивает собравшихся и убегает. Майкл с Джеймисоном, прикрываясь автоматом, уходит следом, обещая инспектору, что в ближайшее время назовёт ему имя убийцы.
Майкл приходит к Патриции, оставляя Джеймисона у дверей номера. Она сознаётся, что любила Купера, из чего Майкл заключает, что это могло стать причиной его убийства. Вошедший Джеймисон сообщает, что кто-то идёт по коридору, и Майкл просит прикрыть дверь, а затем звонит по телефону инспектору Крейну, сообщая, где находится. Затем он просит Джеймисона спрятаться за шторой. Дверь открывается, и входит Сидни, который, как утверждает Майкл, знаком с Патрицией. Когда Майкл говорит, что Патриция любила Купера, Сидни пытается её ударить, однако Майкл перехватывает его руку. Затем он даёт Джеймисону пистолет, и тот отводит Сидни в сторону. Появляются Крейн и Диккенс, и инспектор даёт указание надеть на Майкла наручники. Перед тем как его уводят, Майкл показывает инспектору визитную карточку Патриции, фамилия которой — миссис Блейк-Шеннон, то есть она жена Сидни. Как объясняет Майкл, Сидни ревновал жену и не хотел позволить Патриции и Куперу вместе бежать, и потому убил Купера. Позднее, когда он почувствовал, что Майкл близок к тому, чтобы его разоблачить, он выстрелил в Патрицию и пытался застрелить Майкла. Когда инспектор продолжает настаивать на том, что мотивом преступления была кража драгоценностей, Майкл отвечает, что они не имеют отношения к убийству. Но если инспектор уверен в том, что драгоценности связаны с убийством, он предлагает обыскать Сидни. Диккенс сразу же обнаруживает у Сидни в кармане мешочек с драгоценностями, после чего Сидни бьёт обоих полицейских и бежит к двери. Майк сбивает его с ног подножкой и передаёт детективам. После завершения дела Майкл говорит Джеймисону, что видел, как тот подложил мешочек в карман Сидни.

## В ролях
- Уоррен Уильям — Майкл Лэнъярд по прозвищу Одинокий волк
- Маргерит Чапман — Ева Эндрюс
- Эрик Блор — Джеймисон
- Мона Барри — Джейн Меррик
- Тала Байрелл — Соня Боденни
- Маргарет Хейз — Патриция Шэннон
- Энн Сэвидж — Вивиан
- Тёрстон Холл — инспектор Крейн
- Луис Джин Хейдт — Артур
- Джеральд Мор — Гарри Купер
- Уоррен Эш — Сидни Шэннон
- Фред Келси — Диккенс
- Фрэнк Салли — Херцог
- Эдди Марр — Мэк

## Создатели фильма и исполнители главных ролей
Майкл Гордон начал режиссёрскую карьеру в 1942 году, поставив вплоть до 1970 года 22 фильма, среди которых наиболее успешными стали фильмы нуар «Паутина» (1947) и «Акт убийства» (1948), историческая романтическая драма «Сирано де Бержерак» (1950), а также романтические комедии «Телефон пополам» (1959) и «Я вернулась, дорогой» (1963).
Помимо исполнения главных ролей в четырёх фильмах об адвокате Перри Мейсоне 1934—1936 годов, а также в семи фильмах об Одиноком волке 1939—1943 годов, Уоррен Уильям сыграл в период с 1922 по 1947 год ещё в 57 фильмах, в том числе таких успешных, как «Трое в паре» (1932), «Золотоискатели 1933-го года» (1933), «Леди на один день» (1933), «Вход для персонала» (1933), «Имитация жизни» (1934), «Сатана встречает леди» (1936) и «Человек в железной маске» (1939).
Эрик Блор в период с 1926 по 1954 год сыграл в 82 фильмах, среди которых «Цилиндр» (1935), «Время свинга» (1936), «Давайте потанцуем» (1937), «Странствия Салливана» (1941) и «Леди Ева» (1941). В 1940—1943 годах Блор сыграл в паре с Уильямом в восьми фильмах об Одиноком волке.
Маргерит Чапман начала сниматься в кино в 1940 году, сыграв до 1952 года в 35 фильмах, а в 1955 году исполнила заметную роль второго плана в фильме «Зуд седьмого года» (1955), которая стала её предпоследней киноработой. Она также сыграла заметные роли в таких фильмах категории В, как «Чарли Чан в доме восковых фигур» (1940), «Спай Смэшер» (1942), «Контратака» (1945), «Простите за моё прошлое» (1945) и «Коронер Крик» (1948).
Как отмечено в информации Американского института киноискусства, в этом фильме дебютировала на экране Энн Сэвидж. По словам историка кино Клиффа Алиперти, после дебюта в этой картине у Сэвидж был напряженный 1943 год, когда она появилась ещё в десяти фильмах, включая главные женские роли в фильме об Одиноком волке «Паспорт в Суэц» (1943), где она играет совершенно иную роль, чем в этом фильме, а также в детективной комедии с Честером Моррисом «После полуночи с Бостонском Блэки» (1943). Кроме того, Сэвидж сыграла заметную роль в криминальной комедии «Опасные блондинки» (1943) и главную роль в вестерне «Клондайк Кейт» (1943). Карьера Сэвидж достигла высшей точки, когда в 1945 году она сыграла главную роль в фильме нуар «Объезд» (1945), который стал классикой жанра. В дальнейшем её карьера пошла на спад, и к началу 1950-х годов по существу завершилась. Однако в 2007 году Сэвидж снова появилась на экране в документально-художественной драме Гая Мэддина «Мой Виннипег» (2007), которая стала её последней ролью в кино.
Как пишет Алиперти, Тала Байрелл, которая работала под руководством Макса Рейнхардта в Вене, прибыла в США по приглашению студии Universal Pictures в качестве актрисы типа Гарбо. Её дебют в этом киноцикле состоялся в 1935 году в фильме «Возвращение Одинокого волка», в котором заглавную роль сыграл Мелвин Дуглас. В том же году она сыграла заметную роль в драме по роману Ф. М. Достоевского «Преступление и наказание» (1935), а 1937 году — главную роль в криминальной мелодраме «Она опасна» (1937). В 1944 году у Байрелл была заметная роль второго плана в военной драме «Пурпурное сердце» (1944), а в 1947 году она сыграла в двух фильмах о детективе Фило Вэнсе, однако год спустя закончила кинокарьеру.

## История создания фильма
Рабочее название этого фильма — «Одинокий волк отправляется на вечеринку» (англ. Lone Wolf Goes to a Party).
Как пишет историк кино Дерек Уиннерт, это десятый фильм цикла об Одиноком волке производства студии Columbia Pictures, в котором снова снимаются Уоррен Уильям, Маргерит Чапман и Эрик Блор. Это первый фильм Энн Сэвидж, которая играет знакомую Одинокого волка.
Это седьмой и предпоследний фильм с Уильямом в роли Одинокого волка. В дальнейшем в трёх фильмах 1946—1947 годов Одинокого волка сыграл Джеральд Мор, а в единственном и последнем фильме цикла в 1949 году эту роль исполнил Рон Ранделл.
Как отмечает Алиперти, в отличие от предшествующего фильма «Контршпионаж» (1942) или следующего, последнего фильма с Уильямом в роли Лэнъярда, «Паспорт в Суэц» (1943), в этой картине нет упоминаний ни о нацистах, ни даже о войне.
Фильм находился в производстве с 10 по 29 сентября 1942 года и вышел на экраны 21 января 1943 года.

## Оценка фильма критикой
Историк кино Джин Блоттнер охарактеризовал фильм как «скромный», а Лиза Мортон и Кент Адамсон в своей книге 2010 года «Объезды Сэвидж: жизнь и творчество Энн Сэвидж» написали, что фильм «Одна опасная ночь» по большей части «ничем не примечателен», но «тем не менее увлекателен».
Дерек Уиннерт описывает картину, как «ещё одно долгожданное приключение Одинокого волка, в котором блестящий исполнитель роли Уоррен Уильям снова появился в роли ловкого похитителя драгоценностей, превратившегося в детектива Майкла Лэнъярда, он же Одинокий Волк». По мнению критика, это «сложная, но сдержанная история об убийстве богатого плейбоя, который шантажом вымогает драгоценности у своих жертв… эта детективная история сопровождается обычным легким юмором и намёком на острые ощущения». Картину отличает хороший актёрский состав, включающий Маргерит Чепман, Эрика Блора, Мону Барри, Талу Байрелл, Маргарет Хейз, Энн Сэвидж и других актёров.
По мнению Алиперти, в фильме обращает на себя внимание игра Эрика Блора в роли слуги главного героя и ловкого карманника, роль которого «немного чрезмерна», а также «небольшая коллекция актрис фильмов категории В, в первую очередь Энн Сэвидж, получившей своё первое упоминание в титрах». Как полагает критик, «Уильям, кажется, отдает картину Блору, просто подыгрывая ему на протяжении большей части общих сцен — либо он возмущается действиями Джеймисона, либо ругает его постфактум. Возможно, это был своего рода подарок Блору после того, как он был почти невидим в предыдущем фильме „Контршпионаж“». Как далее отмечает киновед, «в сценах с другими актерами Уильям кажется спокойнее и хладнокровнее, чем когда-либо прежде, задавая каждой из женщин вопрос: „Кто убил Гарри Купера?“, и почти не потеет, даже когда его связывают по милости Энн Сэвидж». Что касается Сэвидж, то в большой совместной сцене с Уильямом она производит сильное впечатление. Как отмечает Алиперти, это «очень впечатляющий дебют и одна из моих любимых сцен в картине».